# Serianthes vitiensis
Serianthes vitiensis är en ärtväxtart som beskrevs av Asa Gray. Serianthes vitiensis ingår i släktet Serianthes och familjen ärtväxter. Inga underarter finns listade i Catalogue of Life.